# Comuna Vodeana Balka, Dîkanka
Vodeana Balka (în ucraineană Водяна Балка) este o comună în raionul Dîkanka, regiunea Poltava, Ucraina, formată din satele Horeanșciîna, Jovtneve, Kononenkî, Kratova Hovtva, Onațkî și Vodeana Balka (reședința).

## Demografie
Componența lingvistică a comunei Vodeana Balka
     Ucraineană (96,37%)
     Rusă (1,76%)
     Alte limbi (0,2%)
Conform recensământului din 2001, majoritatea populației comunei Vodeana Balka era vorbitoare de ucraineană (96,37%), existând în minoritate și vorbitori de rusă (1,76%).